# 國立臺南高級商業職業學校
國立臺南高級商業職業學校，簡稱為臺南高商、南商。是一所位於臺灣臺南市的技術型高級中等學校。創校於1921年4月，最初校名為「公立臺南商業補習學校」。

## 校史

### 日治時期
臺南高商創辦於日治時期，類型屬於實業補習學校，其創校初期之校址屢經搬遷，校名亦多經更動，直到1936年才遷到健康路現址。臺南高商最初創立於1921年，借用「臺南州臺南簡易商業學校」校址（三山國王廟）開校。1922年4月，正式設立「臺南商業補習學校」，並在同年5月遷到花園小學校（今公園國小）內。
1923年4月，學校遷到南門町一丁目，同時增辦夜間部。1924年4月，增設女子專修科。1927年4月，專修科的修業年限改為兩年，並在日間部增設練習科。1928年10月，校內設置實習商店──勉強堂。1931年3月30日，校名改為「臺南商業專修學校」，同時廢止練習科，並將專修科年限改為三年，女子專修科改為女子技藝科，修業年限亦為三年，夜間部的專修科改為專科。
1933年3月30日，女子技藝科獨立為「市立臺南女子技藝學校」，並在1934年5月遷至位於桶盤淺52-36番地的新校址（今家齊女中）。1936年7月，臺南商專遷至位於桶盤淺的臺南高商現址。1941年，校名改為「市立臺南專修商業學校」。

### 戰後
1945年12月，學校改稱「臺南市立初級商業職業學校」。1948年8月，增設高級部，校名改為「臺南市立商業職業學校」。1951年4月，實習銀行開辦。1957年6月，增設高級部女生。1961年8月1日，學校改制省立，更名為「臺灣省立臺南商業職業學校」。1970年6月，更校名為「臺灣省立臺南高級商業職業學校」。
2000年2月，學校改制國立，更名為「國立臺南高級商業職業學校」至今。

## 學校場所

### 南區全民運動中心綜合球館
本中心由台南市體育局和柏辰國際南商運動生活館合作成立，是台南市第1座建置在國立高中職校裡的運動中心，中心位於原台南高商體育館3樓逾350坪空間於，2022年11月10日開幕。平常上課日有提供給學生使用體育館三樓、二樓音樂教室、一樓飛輪教室、地下室的桌球室。。